# Dmitri Filossófov
Dmitri Filossófov (rus: Дмитрий Владимирович Философов)  (Sant Petersburg, 7 d'abril de 1872 - Otwock, 4 d'agost de 1940) Dmitri Vladímirovitx Filossófov (rus: Дми́трий Влади́мирович Филосо́фов) va ser un escriptor, crític literari, pensador religiós, editor i activista polític rus, conegut principalment pel seu paper a principis de la dècada de 1900 en la influent revista Mir iskusstva i la seva participació en el moviment quasireligiós Troiebratstvo («La germanor dels tres»), juntament amb els seus amics més propers i aliats espirituals, Dmitri Merejkovski i Zinaïda Guíppius.

## Biografia
Fill de la feminista i filantropa Anna Filossófova, Dmitri Filossófov va estudiar primer a l'escola privada Karla Maia —on va conèixer Aleksandr Benois i Konstantín Sómov—, i més tard va estudiar a la Universitat de Sant Petersburg, on es va llicenciar en dret.
Després d'un parell d'anys a l'estranger, va començar a treballar com a periodista per a la revista literària Séverni Véstnik i per a Obrazovànie. Amb la fundació de la revista Mir iskússtva, Filossófov es va fer coeditor juntament amb el seu cosí i amant, Serguei Diàguilev, primer de la secció de literatura, i més tard a més de la de crítica literària.
Va ser durant aquest temps que va travar una estreta amistat amb Dmitri Merejkovski i Zinaïda Guíppius; aviat es va unir a ells per formar Troiebratstvo, un grup quasireligiós que alguns veien com una secta domèstica, i que afirmava buscar la renovació dels valors cristians a través de línies noves i modernistes. Juntament amb Merejkovski, va ser un dels iniciadors i organitzadors de la Societat Religiosofilosòfica, i després de la revista Novi put, que va editar el 1904, l'últim any de la seva existència. De 1906 a 1908 només va passar a París amb els Merejkovski; de tornada a Rússia, va continuar escrivinti col·laborant a Slovo i Rússkaia misl, entre d'altres.
Compartint l'hostilitat cap als bolxevics que tenien els Merejkovski, el desembre de 1919 va fugir del país, però es va negar a seguir la parella a París. En el seu lloc, juntament amb Borís Sàvinkov —el famós terrorista convertit en novel·lista, amb el qual va començar una amistat—, Filossófov va decidir quedar-se a Varsòvia, per començar a treballar en la reforma de la Guàrdia blanca en territori polonès. Va ser el coordinador del Comitè Polític Rus, un dels líders de la Unió Popular per a la Defensa de la Mare Pàtria i la Llibertat, i conseller de Józef Piłsudski.
Filossófov va decidir quedar-se a Polònia, però va visitar París ocasionalment,. Vaa editar nombroses publicacions d'emigrants russos, incloent-hi Svoboda (1920–1921), Za Svobodu (1921–1932) i Molva (1932–1934), i va coeditar la revista de París i Varsòvia Metx (1934–1939).
Dmitri Filossófov va morir a Otwock, prop de Varsòvia, el 4 d'agost de 1940 i està enterrat al cementiri ortodox de Varsòvia.